# Alutscha
Prunus vachuschtii, auch Alutscha (georgisch ალუჩა englisch Alucha) genannt, ist eine Art der Gattung Prunus. Sie ist als eigenes Taxon akzeptiert, einige Autoren ziehen sie jedoch zur Kirschpflaume (Prunus cerasifera) ein. Der Baum trägt Früchte, die im unreifen Zustand in der lokalen Küche verwendet werden.

## Vorkommen
Wildformen von Prunus vachuschtii kommen im Transkaukasus (Georgien, Armenien, Aserbaidschan) und in Kleinasien in Höhenlagen von 500 bis 700 m vor. Sie ist seit langer Zeit kultiviert und es existieren verschiedene Sorten unterschiedlicher Fruchtgröße und -färbung. Der Anbau (Georgien, Armenien und Iran) erfolgt in Plantagen und in Hausgärten.

## Beschreibung

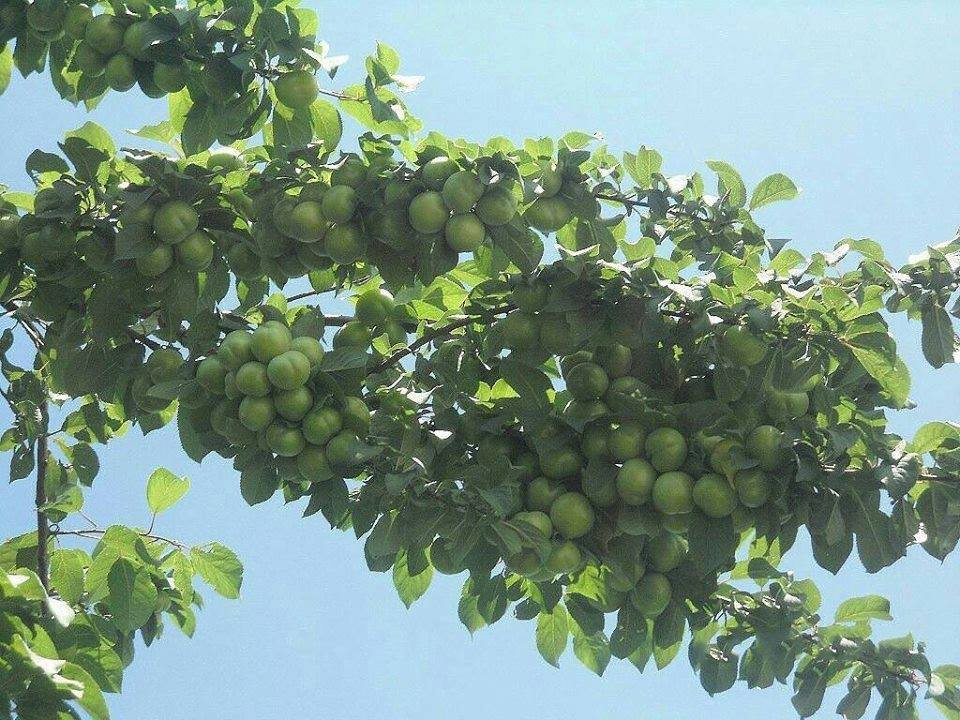
Ast mit Früchten

Prunus vachuschtii bildet einen Baum mit besenartiger Krone von 4 bis 13 m Höhe, der Stamm und die Äste sind dornenlos (im Unterschied zu Prunus cerasifera). Die Blattknospen sind klein.
Das Blatt ist elliptisch, eiförmig oder verkehrt-eiförmig, 22 bis 83 mm lang, 11 bis 52 mm breit. Die Spitze ist bespitzt, die Basis ist abgerundet, selten keilförmig, die Ränder sind doppelt gesägt. Die Oberseite ist kahl, die Hauptader an der Unterseite ist flaumig. Die Stiellänge beträgt 4 bis 19 mm.
Die Blüten sind weiß, am Zweig wechselständig angeordnet. Sie sind frostunempfindlich bis −2 °C. Die Blüte erfolgt ein bis zwei Wochen nach P. cerasifera und überschneidet sich nur wenig mit dieser.
Die Früchte sind rundlich mit ausgeprägter weiter Längsfurche und tiefer Stielgrube, die Kelchgrube ist flach. Das Verhältnis von Länge, Breite und Dicke ist 93:89:100, ihr Durchmesser beträgt bis 5 cm. Der Fruchtstiel ist 9 bis 20 mm lang. Die Fruchtfarbe ist gelb-grünlich, z. T. mit rötlichen Seiten. Die Fruchtschale ist glatt, dünn und zart, z. T. mit kleinen Wachsflöckchen. Das Fruchtgewicht beträgt 11 bis 31 g. Die Früchte haben einen geringen Säure- (1,0 bis 1,6 %) und hohen Zuckergehalt (9 bis 12 %). Überreife Früchte platzen leicht. Das Fruchtfleisch ist ebenso von grünlich-gelblicher Farbe, sehr saftig, süß mit leichter Säure, es besitzt eine sehr weiche Konsistenz. Die Kerne sind klein und flach, ihre Enden sind abgerundet, das Fruchtfleisch löst sich schwer vom Kern.
Es werden zwei Formen unterschieden:
- Prunus vachuschtii f. meczibuche Bregadze: die Frucht ist groß, an den Seiten mehr ausgewölbt, die unreife Frucht ist ziemlich sauer und
- Prunus vachuschtii f. imeretiana Bregadze: die Frucht ist weniger groß und an den Seiten weniger ausgewölbt, die unreife Frucht ist wenig sauer.[3][2]

## Verwendung

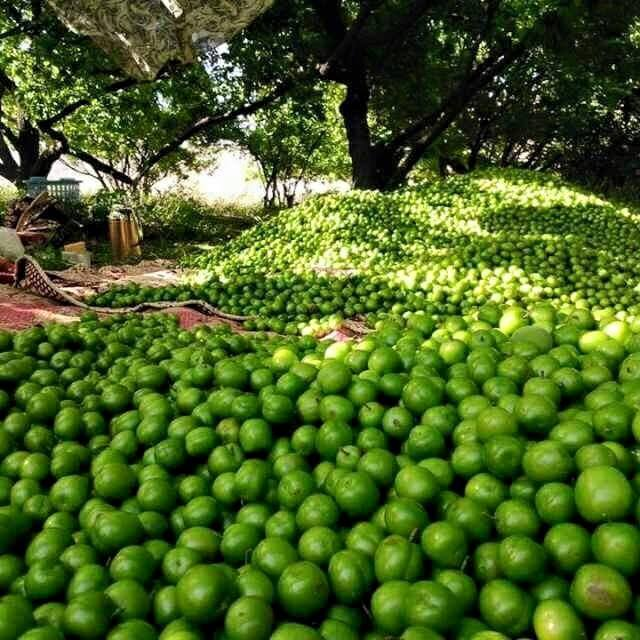
Früchte auf einem Markt

Die unreifen Früchte von Prunus vachuschtii werden in Georgien, Armenien und Aserbaidschan vorwiegend zu sauren Soßen (s. Tqemali) verarbeitet, welche feiner sind als die aus Prunus cerasifera. 
Aufgrund ihrer geringen Säure sind sie auch im unreifen Zustand zum Frischverzehr geeignet. Kenner salzen sie leicht. Die festen, unreifen Früchte haben eine gewisse Haltbarkeit und lassen sich gut transportieren. Sie kommen schon ungefähr gegen Ende Mai an den Markt, zu einer Jahreszeit, in der noch wenig anderes frisches Obst verfügbar ist. Außerhalb der Anbaugebiete sind die Früchte kaum verbreitet.
Die dünnhäutigen, saftigen und süßen, vollreifen Früchte sind für eine Pflaume sehr ungewöhnlich, dann sind sie jedoch kaum noch transportabel.
Prunus vachuschtii wird bei trockenen Böden auch als Unterlage von Aprikosen verwendet.

## Kultur
Prunus vachuschtii bevorzugt leichte, neutrale (pH 6,5 bis 7,5; jedoch unter 8,2) Böden mit einem Kalkgehalt von höchstens 40 % und von mittlerer mechanisch Zusammensetzung. Das Grundwasser sollte tiefer als 1,2 m liegen, der Baum verträgt jedoch kurzzeitigen Wasserstau. Eine Stickstoff- und Kalium-betonte organische Düngung ist einer reichen Ernte förderlich.
Empfohlene Pflanzabstände sind 7 m × 5 m bis 6 m × 3 m je nach Bodenfruchtbarkeit. Zwei oder drei Sorten sind zur besseren Bestäubung angeraten.
Alutscha entwickelt dichte Kronen, eine Auslichtung ist zur besseren Pflege und für eine höhere Fruchtqualität günstig. Setzlinge erhalten in den ersten drei Jahren einen Erziehungsschnitt und beginnen dann meist schon zu fruchten. Die Bäume sind 35 bis 45 Jahre fruchtbar.

Alutscha Details
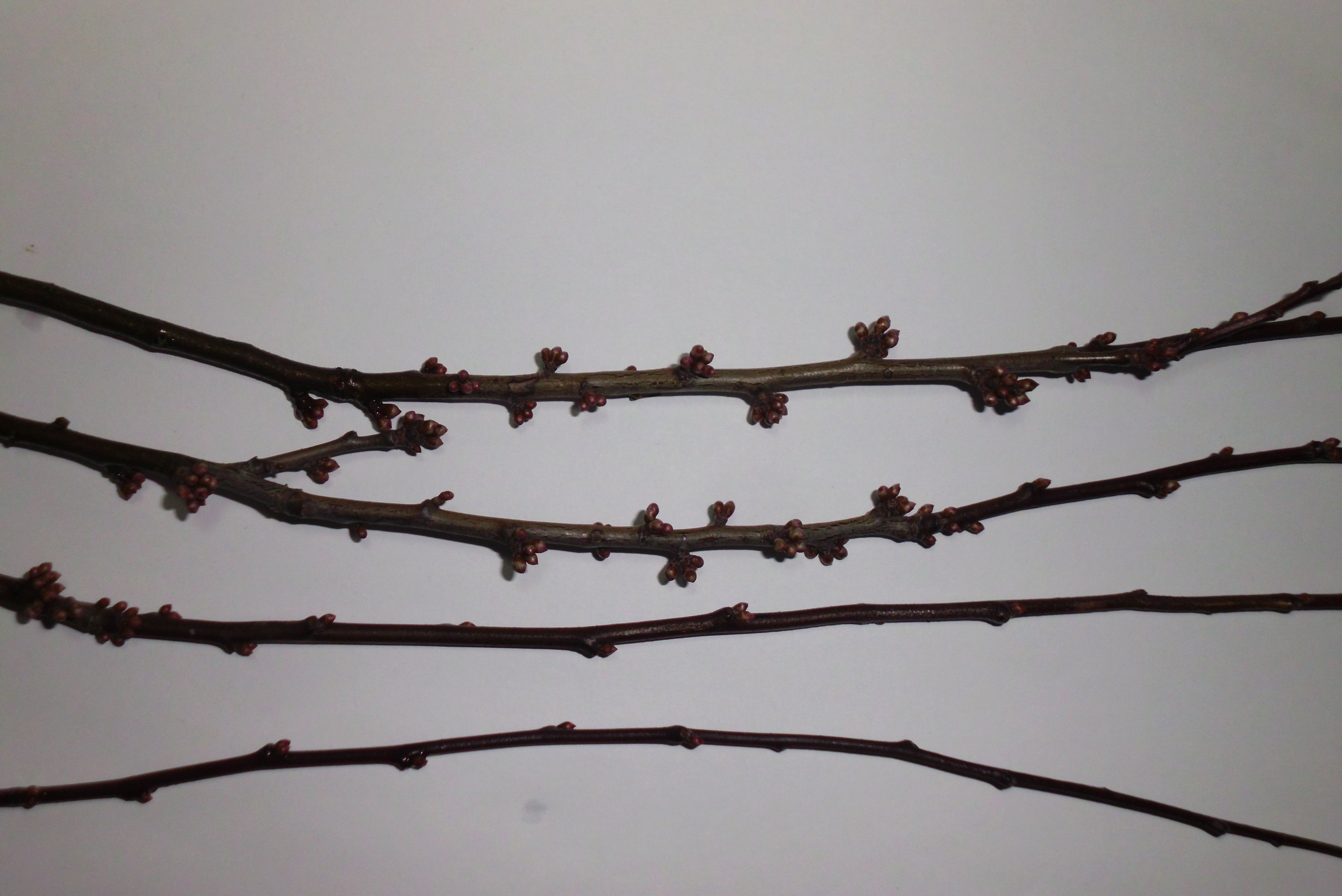
Zweige
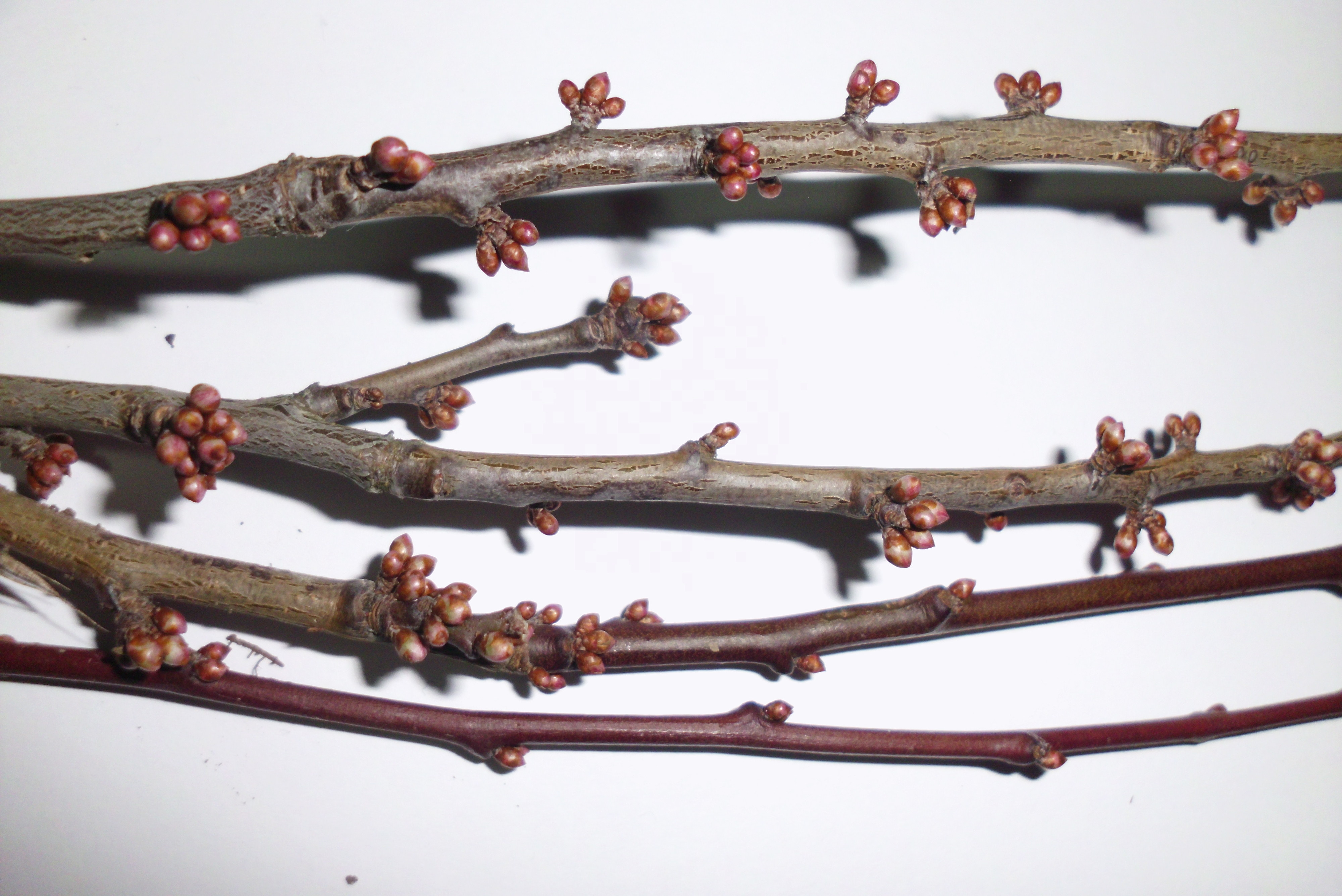
Blüten- und Triebknospen
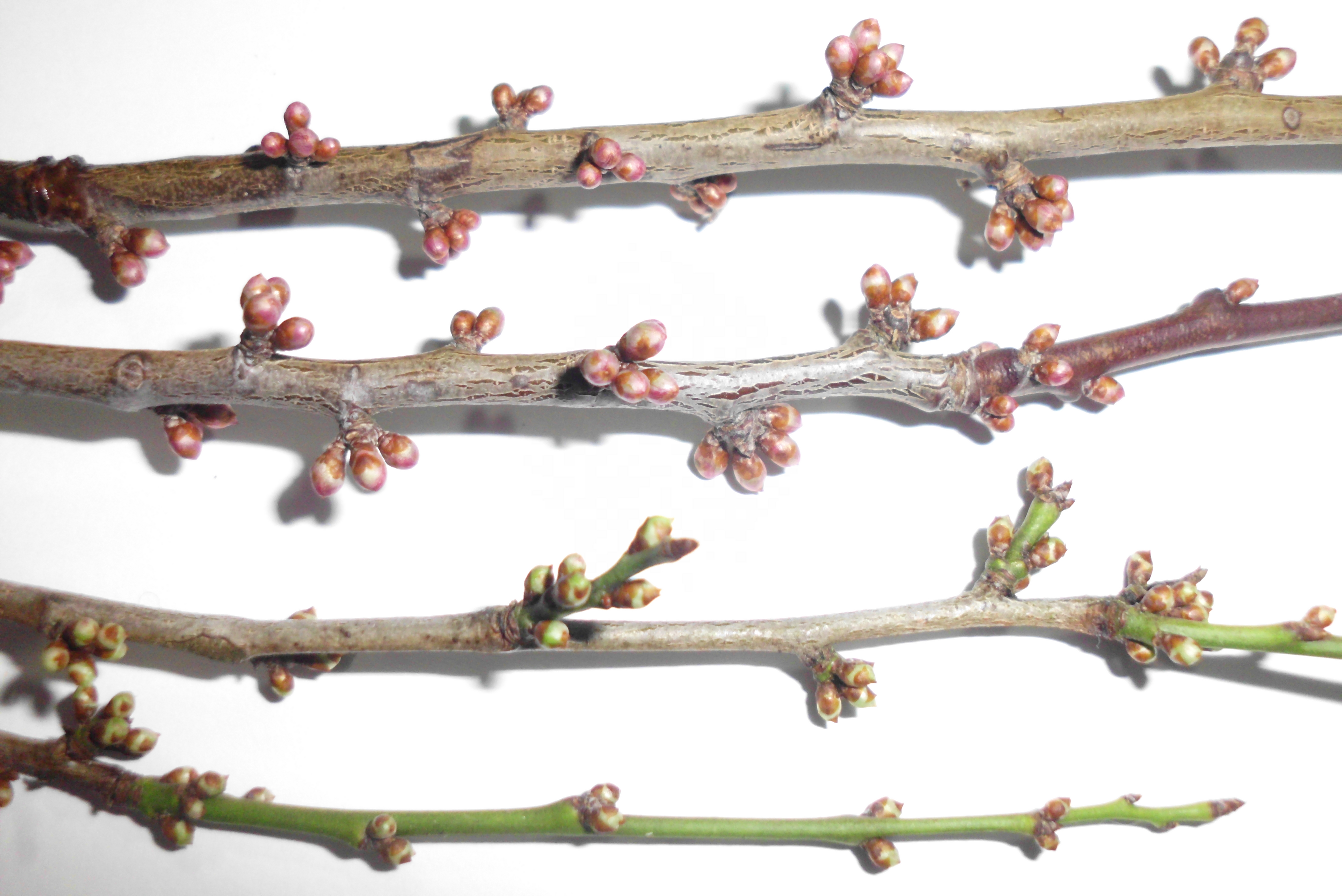
P. vachuschtii (oben) und P. cerasifera (unten)
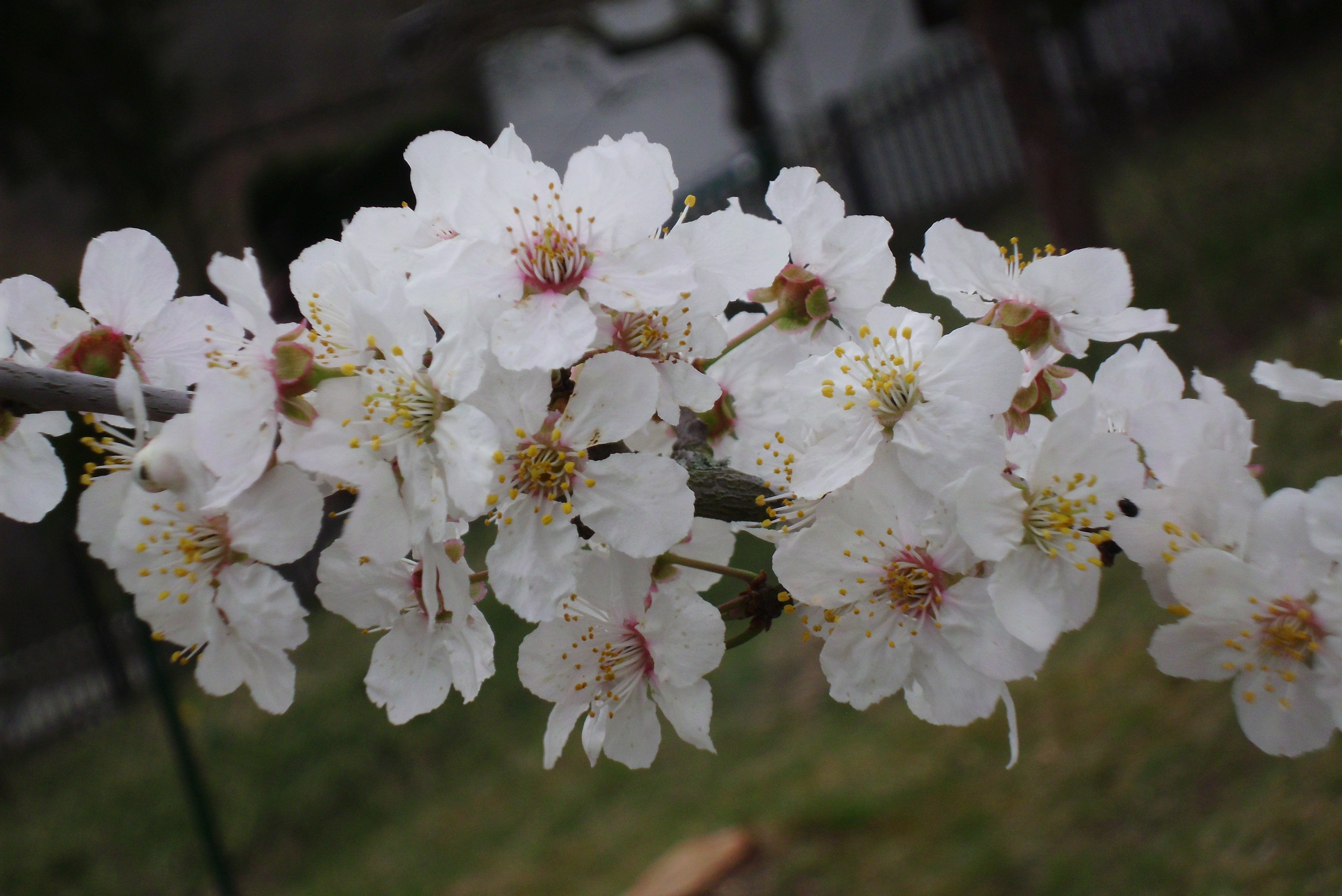
Blütenzweig
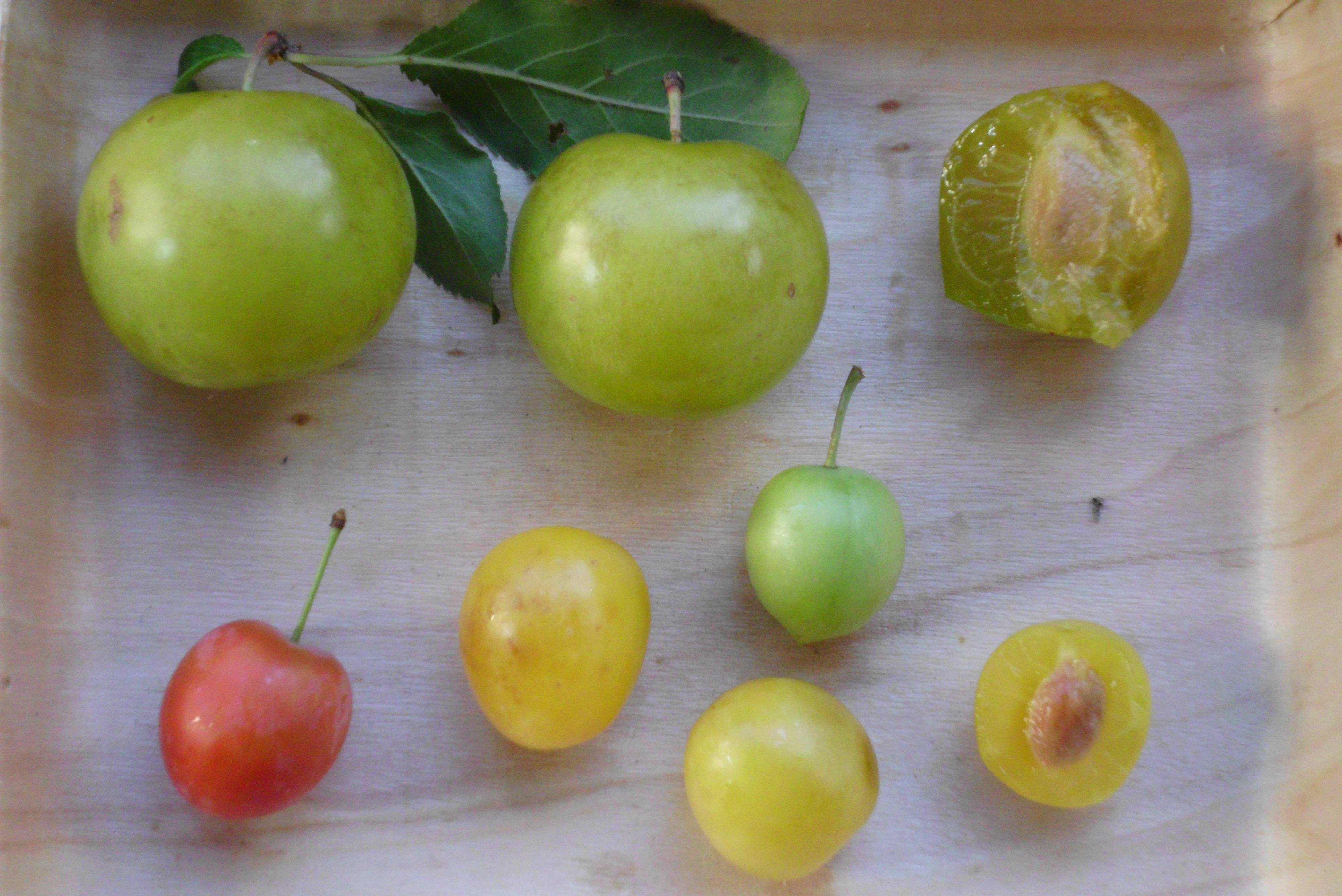
Früchte im Vergleich: oben P. vachuschtii und unten P. cerasifera